# Ekman-Schicht
Die Ekman-Schicht (nach Vagn Walfrid Ekman) ist der Hauptteil einer atmosphärischen Grenzschicht.
Sie beginnt an der Obergrenze der nach Ludwig Prandtl benannten Prandtl-Schicht in etwa 100 m Höhe und reicht bis etwa 1000 m Höhe, die Obergrenze der atmosphärischen Grenzschicht. Somit kann sie als oberer Teil der Peplosphäre betrachtet werden.
Die Ekman-Schicht ist auf der Nordhalbkugel durch Winddrehung nach rechts und nur noch geringe Windzunahme mit steigender Höhe gekennzeichnet. Trägt man die Winde, die in den einzelnen Höhenstufen der Ekman-Schicht nach Richtung und Geschwindigkeit gemessen wurden (Vektorielle Größe), als Windpfeile auf, die von einem gemeinsamen Ursprungspunkt ausgehen, so beschreiben ihre Spitzen eine Ekman-Spirale.

## Quelle
- Der Brockhaus, Wetter und Klima, F.A. Brockhaus GmbH. Leipzig, Mannheim 2009.